# دنيس باتريك أونيل
دنيس باتريك أونيل (بالإنجليزية: Dennis Patrick O'Neil)‏ هو كاهن كاثوليكي أمريكي، ولد في 16 يناير 1940 في فريمونت في الولايات المتحدة، وتوفي في 17 أكتوبر 2003.